# K-328 Leopard
K-328 Leopard je podmornica razreda Ščuka-B Ruske vojne mornarice. Njen gredelj je bil položen 26. oktobra 1988, splavljena je bila 28. junija 1992, v uporabo pa je bila predana 30. decembra 1992 in postala je del 24. divizije podmornic Severne flote v Gadžijevem. 24. januarja 1991 je bila poimenovana Leopard.
Podmornica je opravila bojno patruljiranje v letih 1994, 1998, 1999, 2000, 2001 2002 in 2006. Leta 1997 in med letoma 2006 ter 2007 je bila na remontu v Sevmašu. Od junija 2011 je v ladjedelnici Zvjozdočka, kjer poteka modernizacija podmornice. 25. decembra 2020 je bila splavljena. Vrnitev v vojno mornarico je bila napovedana za leto 2021, 2022 in 2023.